# هان تشانغ وا
هان تشانغ وا مواليد 03 نوفمبر 1922 في شبه الجزيرة الكورية - الوفاة 18 أبريل 2006، هو لاعب كرة قدم كوري جنوبي سابق كان يلعب في مركز الدفاع. سبق له أن لعب في كأس العالم لكرة القدم مع منتخب بلاده في مونديال عام 1954.

## روابط خارجية
- هان تشانغ وا على موقع الاتحاد الدولي (مؤرشف)  (الإنجليزية)
- هان تشانغ وا على موقع قاعدة بيانات كرة القدم.إي يو (الإنجليزية)
- هان تشانغ وا على موقع ناشيونال فوتبول تيمز (الإنجليزية)
- هان تشانغ وا على موقع Soccerway.com (الإنجليزية)
- هان تشانغ وا على موقع عالم كرة القدم.نت (الإنجليزية)